# Bomolocha erastrialis
Bomolocha erastrialis là một loài bướm đêm trong họ Noctuidae.